# Chukudum
Chukudum ist eine Stadt im Budi County im Bundesstaat Eastern Equatoria des Südsudan.

## Geographie
Die Stadt liegt auf einer Höhe von 1160 m am Fuß der Didinga Mountains, welche oft in Wolken gehüllt sind. Zugang zur Stadt bietet nur eine Fahrpiste von Nordwesten. Bauarbeiten an der Straße wurden im Mai 2009 wieder aufgenommen, nachdem ein erster Versuch durch Beschwerden der Bevölkerung, die Straße nähme zu viel Raum ein, aufgegeben worden war. Namhafte Berggipfel in der Umgebung sind Nagithinga (⊙, 1537 m), Moru Eta (⊙, 1642 m), Nathiti (⊙, 1491 m), Loro (⊙, 1163 m) und Manajok (⊙, 1093 m). Nahegelegene Orte sind Digidok, Lolimo, Nathithi und Lorogela. Im Südwesten liegt der Chukudum Airstrip. Eine Sehenswürdigkeit des Ortes ist der Homiri Rock.

## Bevölkerung
Die Bevölkerung gehört hauptsächlich zum Stamm der Didinga. Die Menschen leben hauptsächlich von Viehzucht und Landwirtschaft. Die Hauptfeldfrüchte sind Sorghum, Simsim, Mais, Tabak und Bohnen. Es kommt immer wieder zu Konflikten, da Rinderraub, Raub, Streitereien um Brautpreise und Ackerland, Wasser und Weideflächen an der Tagesordnung sind. Außerdem gibt es Schwierigkeiten mit Binnenflüchtlingen und bewaffneten Deserteuren aus der Armee. Im Juni 2007 berichtete das UNHCR, dass es kaum echte Latrinen gibt. In der Stadt gibt es ein Krankenhaus und eine Primary Health Unit sowie zwei Grund- und zwei weiterführende Schulen (u. a. Nakuwa Memoria Primary School, ADRA Aided). Frauen müssen ca. 10–12 km gehen, um Feuerholz zu bekommen, und auf diesen Wegen sind sie ständiger Gefahr durch Viehdiebe ausgesetzt. Die Sicherheit ist noch immer ein großes Problem. Im Februar 2011 wurden zwei katholische Priester aus der Diözese Torit bei Ngarera an der Straße zwischen Camp 15 und Chukudum aus einem Hinterhalt überfallen. Mehr als sechs Männer in Uniformen schossen vielfach auf das Gefährt, bevor ein herannahender Minibus die Angreifer vertrieb. Es gab eine Missionsstation der CFR Mission (Community of Franciscan Friars of the Renewal) in der Stadt.

## Bürgerkrieg
Die Bewohner hatten unter dem  Zweiten Sudanesischen Bürgerkrieg (1983–2005) zu leiden. Vor allem die Infrastruktur wurde beschädigt. Im Dezember 1998 berichtete Norwegian People’s Aid, die Organisation, welche das medizinische Zentrum in der Stadt betreibt, dass eine Antonow der sudanesischen Regierung sechs Bomben über der Stadt abwarf, wobei glücklicherweise niemand zu Tode kam. Die Beziehungen mit der Sudan People’s Liberation Army (SPLA) waren ebenfalls gespannt, weil Soldaten und Zivilisten in verschiedenen Gefechten getötet worden waren. Im August 2002 wurde die Chukudum Crisis Peace Conference durchgeführt um die Differenzen zwischen der SPLA und den Didinga auszuräumen. Spannungen hatte sich seit 1985 aufgebaut, als die SPLA, welche von Dinka dominiert wird, in das Gebiet eindrang. 1999 kam es zur schwersten Krise, als der Offizier Peter Lorot, ein Didinga, bei einer Beförderung wegen eines Dinka übergangen wurde. Er ermordete seinen Rivalen und ging mit seinen Unterstützern in den Busch. Ein Versuch der SPLA im Juni 2006, Lorots Miliz zu entwaffnen, wurde ignoriert. Die Gruppe drohte wieder mit Kämpfen zu beginnen.